# Styringomyia montina
Styringomyia montina är en tvåvingeart som beskrevs av Alexander 1931. Styringomyia montina ingår i släktet Styringomyia och familjen småharkrankar. Inga underarter finns listade i Catalogue of Life.